# ولتی (آلاباما)
ولتی (به انگلیسی: Welti) یک منطقهٔ مسکونی در ایالات متحده آمریکا است که در آلاباما واقع شده‌است. ولتی ۲۱۸٫۸۵ متر بالاتر از سطح دریا قرار دارد.